# 并羽花介
并羽花介（学名：Cytheropteron similis）为尾花介科羽花介屬下的一个种。